# Agnès Pannier-Runacher
Agnès Pannier-Runacher (París, 19 de juny de 1974; nascuda Agnès Runacher) és una executiva empresarial francesa i política de La República En Marxa! (LREM) que ha estat Ministra delegada encarregada d'Industria en els governs dels Primers ministres Édouard Philippe i Jean Castex des de 2018.

## Carrera
Pannier-Runacher està llicenciada en l'Institut d'Estudis Polítics de París i per l'Escola nacional d'administració (ENA), i va entrar al Servei Civil francès el 2000. Primer va treballar a l'Inspection générale des finances i després va entrar a l'Assistance Publique – Hôpitaux de Paris en una funció directiva. El 2006 va anar a la Caisse des dépôts et consignations com a sotsdirectora d'estratègia i finances. El 2009 és directora executiva del Fons d'Inversió Estratègic.

## Carrera empresarial
Pannier-Runacher va entrar a l'empresa privada Faurecia el 2011. El 2013 és sotsdirectora a la Compagnie des Alpes a càrrec del desenvolupament i entreteniment d'esquí i centres de lleure.

## Carrera política
Pannier-Runacher va ser seguidora primerenca d'Emmanuel Macron durant la Eleccions presidencials franceses de 2017 i és membre del partit La República En Marxa!.
Pannier-Runacher va ser nomenada ministra delegada d'Indústria amb el ministre Bruno Le Maire, el 16 d'octubre de 2018. Manté el càrrec en el Govern Jean Castex